# Aquiles Serdán

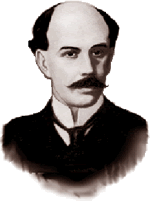
Aquiles Serdán

Aquiles Serdán Alatriste (* 8. November 1877 in Puebla; † 18. November 1910 ebenda) war eine der führenden Persönlichkeiten im vorrevolutionären Kampf Francisco Maderos gegen die Bestrebungen zur Wiederwahl des quasi diktatorisch regierenden mexikanischen Präsidenten Porfirio Díaz. Durch seinen Tod im Jahre 1910 wurde er zum ersten Märtyrer der mexikanischen Revolution.

## Biografie

### Familie
Aquiles Serdán war das dritte Kind der Eheleute Manuel Serdán Guanes und María del Carmen Alatriste Cuesta. Er hatte zwei ältere Schwestern (Carmen und Natalia) und einen jüngeren Bruder (Máximo). Im Jahr 1908 heiratete er Filomena del Valle y Abelleyra; aus der Ehe gingen drei Kinder hervor: Aquiles, Héctor und Sara – letztere wurde erst drei Monate nach dem Tod ihres Vaters geboren.

### Politisches Engagement
In einem Interview des Jahres 1908 erklärte der bereits – mit einer Unterbrechung von vier Jahren – seit 1877 diktatorisch regierende, fast achtzigjährige Präsident Porfirio Díaz, dass er es mit Wohlgefallen sehe, dass sich im Lande auch oppositionelle Parteien bildeten. Diese Aussage wurde von Mexikos bislang unterdrückten Oppositionellen als Aufforderung verstanden, ihre politischen Ansichten öffentlich zu machen. Einer der Anführer der Opposition war Francisco Madero, der im Jahre 1909 eine Streitschrift gegen die im Folgejahr geplante, aber im Grunde verfassungswidrige Wiederwahl des Präsidenten veröffentlichte.
In Puebla gründete sich im Juni 1909 ein Verein mit Namen Luz y Progreso ('Licht und Fortschritt'), dem auch Aquiles Serdán angehörte, der bereits im Februar wegen seiner Teilnahme an einer Demonstration gegen die Wiederwahl des Gouverneurs vorübergehend inhaftiert worden war. In der kleinen Druckerei eines Gesinnungsgenossen wurde die Wochenschrift La No Reelección mit sehr geringer Auflage gedruckt und im Verein Luz y Progreso wurde die Stimmung immer radikaler; wahrscheinlich wurden unter der Hand auch Waffen gekauft und im Haus von Aquiles Serdán versteckt... Bereits im Vorfeld der Wahlen wurde Francisco Madero inhaftiert, doch nach erfolgter Wiederwahl von Porfirio Díaz von diesem begnadigt; er emigrierte nach Texas, wohin Aquiles Serdán ihm kurzzeitig folgte. Letzterer kehrte jedoch im November 1910 mit dem Auftrag nach Puebla zurück, von dort aus die Opposition gegen den Diktator anzuführen.

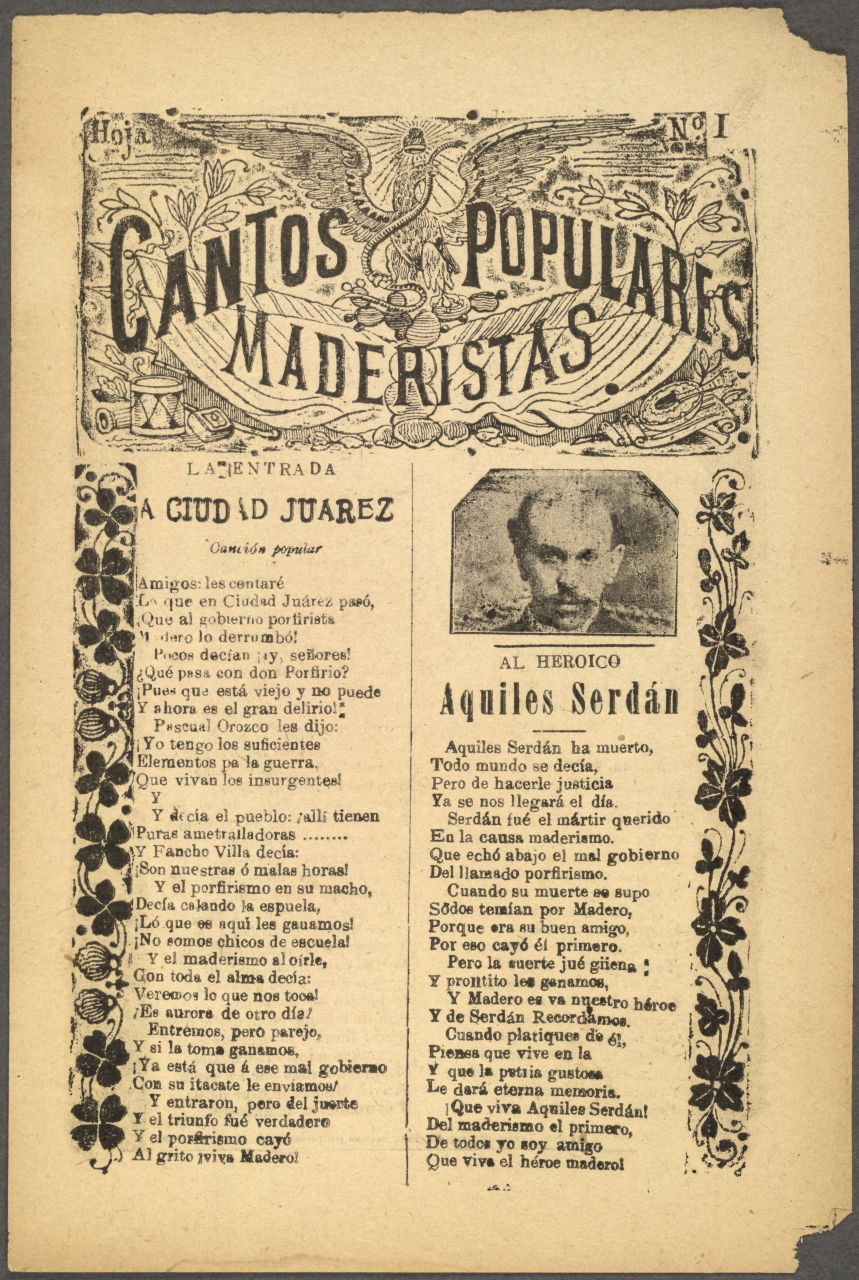
Revolutionslied zu Ehren von Aquiles Serdán

### Tod
Am 17. November 1910 befahl der Gouverneur des Bundesstaates Puebla das Haus von Aquiles Serdán zu umstellen und zu beobachten. Die dort versteckten Oppositionellen erschossen in der Folge zwei Polizisten und zogen sich anschließend auf die Dachterrasse des Hauses zurück, während die Frauen im Erdgeschoss blieben. Im anschließenden Feuergefecht wurde Máximo Serdán, der jüngere Bruder von Aquiles, getötet. Er selbst hielt sich weiterhin in einem Abstellraum versteckt, den seine Frau mit Brettern zustellte; dort verweilte er weitere 14 Stunden. Eine im Haus verbliebene Wachmannschaft entdeckte ihn schließlich und er wurde unter letztlich nicht genau bekannten Umständen getötet – so wurde er zum ersten Märtyrer der mexikanischen Revolution.

## Ehrungen
- Im Jahr 1930 wurde die Stadt San Andrés Chalchicomula in der Nähe von Puebla in Ciudad Serdán umbenannt.
- Am 11. November 1932 wurden seine Verdienste um das Vaterland vom Staatspräsidenten Abelardo L. Rodríguez offiziell gewürdigt: Sein Name wurde in goldenen Lettern auf einer Tafel in der Abgeordnetenkammer verewigt.
- Im gleichen Jahr erhielt ein Municipio im Bundesstaat Chihuahua seinen Namen.